# Wuhan Open 2016
Wuhan Open 2016, oficiálně se jménem sponzora Dongfeng Motor Wuhan Open 2016, byl tenisový turnaj pořádaný jako součást ženského okruhu WTA Tour, který se hrál v areálu Optics Valley International Tennis Center na otevřených dvorcích s tvrdým povrchem DecoTurf. Konal se mezi 25. zářím až 1. říjnem 2016 v čínském Wu-chanu jako 3. ročník turnaje.
Turnaj s rozpočtem 2 589 000 amerických dolarů patřil do kategorie Premier 5. Poslední přímou startující v hlavní singlové soutěži se stala 55. chorvatská hráčka žebříčku Mirjana Lučićová Baroniová. Nejvýše nasazenou tenistkou byla světová jednička Angelique Kerberová z Německa, která v osmifinále nestačila na Češku Petru Kvitovou.
Druhý triumf na zdejších kurtech zaznamenala česká tenistka Petra Kvitová, která tak získala osmnáctý kariérní titul z turnajů WTA Tour. Deblovou soutěž ovládly turnajové pětky Američanka Bethanie Matteková-Sandsová a Češka Lucie Šafářová, které získaly sedmou společnou trofej.

## Rozdělení bodů a finančních odměn

### Rozdělení bodů
| Soutěž  | vítězky | finalistky | semifinalistky | čtvrtfinalistky | 16 v kole | 32 v kole | 64 v kole | Q  | Q2 | Q1 |
| ------- | ------- | ---------- | -------------- | --------------- | --------- | --------- | --------- | -- | -- | -- |
| dvouhra | 900     | 585        | 350            | 190             | 105       | 60        | 1         | 30 | 20 | 1  |
| čtyřhra | 900     | 585        | 350            | 190             | 105       | 1         | —         | —  | —  | —  |

### Finanční odměny
| Soutěž                               | vítězky  | finalistky | semifinalistky | čtvrtfinalistky | 16 v kole | 32 v kole | 64 v kole | Q2     | Q1     |
| ------------------------------------ | -------- | ---------- | -------------- | --------------- | --------- | --------- | --------- | ------ | ------ |
| dvouhra                              | $471 700 | $235 ,520  | $117 770       | $54 230         | $26 900   | $13 790   | $7 090    | $3 955 | $2 040 |
| čtyřhra                              | $135 000 | $68 200    | $33 635        | $16 990         | $8 600    | $4 255    | —         | —      | —      |
| částka ve čtyřhře je uvedena na pár. |          |            |                |                 |           |           |           |        |        |

## Ženská dvouhra

### Nasazení
| Stát                         | Hráčka                     | WTA | Nasazení |
| ---------------------------- | -------------------------- | --- | -------- |
| Německo                      | Angelique Kerberová        | 1.  | 1.       |
| Španělsko                    | Garbiñe Muguruzaová        | 3.  | 2.       |
| Polsko                       | Agnieszka Radwańská        | 4.  | 3.       |
| Rumunsko                     | Simona Halepová            | 5.  | 4.       |
| Česko                        | Karolína Plíšková          | 6.  | 5.       |
| USA                          | Venus Williamsová          | 7.  | 6.       |
| Španělsko                    | Carla Suárezová Navarrová  | 8.  | 7.       |
| USA                          | Madison Keysová            | 9.  | 8.       |
| Rusko                        | Světlana Kuzněcovová       | 10. | 9.       |
| Slovensko                    | Dominika Cibulková         | 12. | 10.      |
| Spojené království           | Johanna Kontaová           | 13. | 11.      |
| Švýcarsko                    | Timea Bacsinszká           | 14. | 12.      |
| Itálie                       | Roberta Vinciová           | 15. | 13.      |
| Česko                        | Petra Kvitová              | 16. | 14.      |
| Rusko                        | Anastasija Pavljučenkovová | 17. | 15.      |
| Austrálie                    | Samantha Stosurová         | 18. | 16.      |
| Žebříček WTA k 19. září 2016 |                            |     |          |

### Jiné formy účasti
Následující hráčky obdržely divokou kartu do hlavní soutěže:
- Sabine Lisická
- Pcheng Šuaj
- Čeng Saj-saj

Následující hráčky si zajistily postup do hlavní soutěže v kvalifikaci:
- Louisa Chiricová
- Alizé Cornetová
- Julia Görgesová
- Darja Kasatkinová
- Jelizaveta Kuličkovová
- Bethanie Matteková-Sandsová
- Kateřina Siniaková
- Heather Watsonová

### Odhlášení
před zahájením turnaje
- Kiki Bertensová → nahradila ji Jaroslava Švedovová
- Eugenie Bouchardová → nahradila ji Shelby Rogersová
- Anna-Lena Friedsamová → nahradila ji Darja Gavrilovová
- Ana Ivanovićová → nahradila ji Čang Šuaj
- Andrea Petkovicová → nahradila ji Anastasija Sevastovová
- Sloane Stephensová → nahradila ji Madison Brengleová
- Jelena Vesninová → nahradila ji Caroline Wozniacká
- Serena Williamsová → nahradila ji Mirjana Lučićová Baroniová

### Skrečování
- Timea Bacsinszká (virální onemocnění)
- Irina-Camelia Beguová (zranění žebra)
- Belinda Bencicová (zranění dolní části zad)
- Anastasija Pavljučenkovová (virální onemocnění)
- Anastasija Sevastovová (zranění pravého ramene)
- Heather Watsonová (gastrointestinální onemocnění)

## Ženská čtyřhra

### Nasazení
| Stát                                                                     | Hráčka                      | Stát             | Hráčka                 | WTA | Nasazení |
| ------------------------------------------------------------------------ | --------------------------- | ---------------- | ---------------------- | --- | -------- |
| Francie                                                                  | Caroline Garciaová          | Francie          | Kristina Mladenovicová | 7.  | 1.       |
| Čínská Tchaj-pej                                                         | Čan Chao-čching             | Čínská Tchaj-pej | Čan Jung-žan           | 14. | 2.       |
| Indie                                                                    | Sania Mirzaová              | Česko            | Barbora Strýcová       | 19. | 3.       |
| Švýcarsko                                                                | Martina Hingisová           | USA              | Coco Vandewegheová     | 21. | 4.       |
| USA                                                                      | Bethanie Matteková-Sandsová | Česko            | Lucie Šafářová         | 22. | 5.       |
| Maďarsko                                                                 | Tímea Babosová              | Kazachstán       | Jaroslava Švedovová    | 23  | 6        |
| Česko                                                                    | Andrea Hlaváčková           | Česko            | Lucie Hradecká         | 23. | 7.       |
| Německo                                                                  | Julia Görgesová             | Česko            | Karolína Plíšková      | 29. | 8.       |
| Žebříček WTA k 19. září 2016; číslo je součtem umístění obou členek páru |                             |                  |                        |     |          |

### Jiné formy účasti
Následující páry obdržely divokou kartu do hlavní soutěže:
- Timea Bacsinszká /  Světlana Kuzněcovová
- Simona Halepová /  Jeļena Ostapenková
- Chan Sin-jün /  Ču Lin
- Liou Čchang /  Čang Kchaj-lin

Následující pár postoupil do hlavní soutěže jako náhradník:
- Alizé Cornetová /  Pauline Parmentierová

#### Odhlášení
před zahájením turnaje
- Irina-Camelia Beguová

## Přehled finále

### Ženská dvouhra
- Petra Kvitová vs.  Dominika Cibulková, 6–1, 6–1

### Ženská čtyřhra
- Bethanie Matteková-Sandsová /  Lucie Šafářová vs.  Sania Mirzaová /  Barbora Strýcová, 6–1, 6–4